# 蒙海姆
蒙海姆（德語：Monheim，發音：[ˈmoːnˌhaɪm] ⓘ）是德国巴伐利亚州施瓦本行政区多瑙-里斯县的城市，面积69.33平方千米，2023年12月31日人口为5,544人。